# Lijst van beelden in Rotterdam-Zuid
De lijst Beelden in Rotterdam-Zuid is onderdeel van de (onvolledige) lijst van beelden in Rotterdam. Onder een beeld wordt hier verstaan elk driedimensionaal kunstwerk in de openbare ruimte van Rotterdam. Muurschilderingen zijn tweedimensionaal. Beeldhouwwerken zijn veelal driedimensionaal. Maar de grenzen van de definitie zijn niet scherp in deze stad.

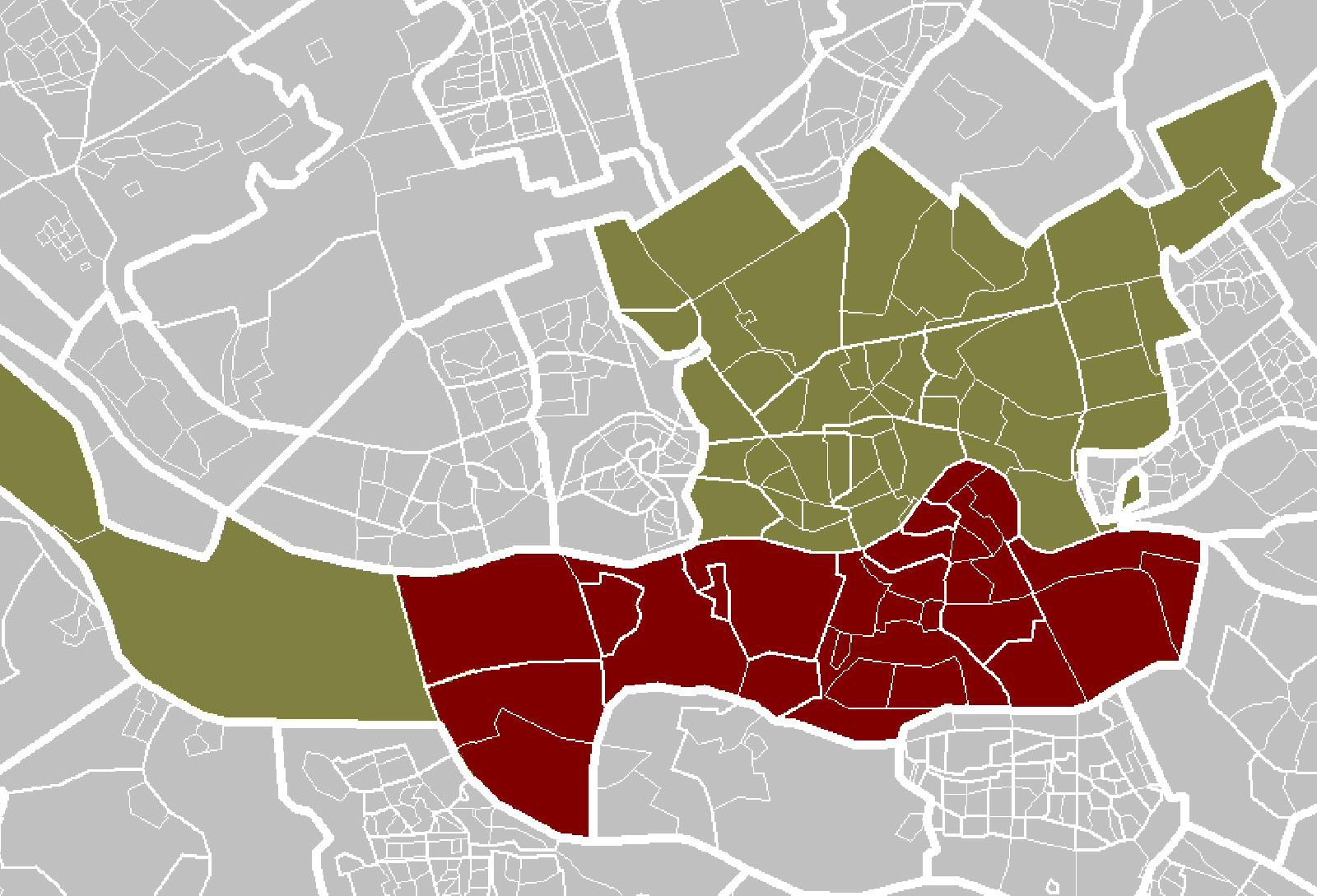

Onder onthulling wordt verstaan de eerste oprichting van het beeld. Het oudste Rotterdamse beeld, van Erasmus, was in 1549 het eerste niet religieuze standbeeld van Nederland. Het houten beeld sierde de Wijde Kerksteeg tijdens de intocht van Prins Filips. Het huidige exemplaar stamt echter uit 1622. Onder locatie wordt verstaan de huidige plek van het beeld in de stad.
Dit deel bevat de beelden in Rotterdam-zuid. Dat bestaat uit de deelgemeenten Charlois, Feijenoord, Hoogvliet, IJsselmonde en verder nog Pernis, dus geheel Rotterdam ten zuiden van de Maas.
Voor een volledig overzicht van de beschikbare afbeeldingen zie: Beelden in Rotterdam-zuid op Wikimedia Commons.

## Tabel van kunstwerken
| Werk                                                          | Schepper                                             | Locatie                                                             | Onthulling            | Materiaal   | Afbeelding |
| ------------------------------------------------------------- | ---------------------------------------------------- | ------------------------------------------------------------------- | --------------------- | ----------- | ---------- |
| Stieltjesmonument                                             | Eugène Lacomblé (medaillon), Eugen Gugel (architect) | Noordereiland, Burgemeester Hoffmanplein                            | 1884                  |             |            |
| Wilhelminafontein                                             | Henri Evers                                          | Noordereiland, Burgemeester Hoffmanplein                            | 1898                  |             |            |
| De voetballer                                                 | Henk Chabot                                          | Feijenoord stadion                                                  | 1937                  |             |            |
| Reliefs zonder titel                                          | Cor van Kralingen                                    | Tuindorp, Bollenland                                                | 1941                  |             |            |
| Monument 1940 - 1945                                          | Piet van den Eijnde                                  | Oud-IJsselmonde, Kasteelweg                                         | 1949, 4 mei           | kalksteen   |            |
| Lastdrager                                                    | Han Rehm                                             | Kop van Zuid, achter Luxortheater                                   | 1950, herplaatst 2014 |             |            |
| De lastdrager                                                 | Han Rehm                                             | Waalhaven, Parmentierplein                                          | 1950, 1e plaatsing    |             |            |
| Bevrijdingsmonument Vreewijk                                  | Joan Bakker & J. Poot                                | Vreewijk, Brink                                                     | 1950, 4 mei           |             |            |
| Zonder titel                                                  | onbekend                                             | Hordijkerveld, Klamdijk                                             | 1951                  | onbekend    |            |
| Relief Spaarvarken                                            | Hank Hans                                            | Charlois, Dorpsweg 127c                                             | 1951                  |             |            |
| Het bouwen                                                    | Adri Blok                                            | Pendrecht, Ooltgensplaatweg / Slinge                                | 1957                  |             |            |
| Il Grande Miracolo                                            | Marino Marini                                        | Zuidplein, Pleinweg/Mijnsherenlaan                                  | 1953                  | brons       |            |
| Treurende vrouw                                               | Cor van Kralingen                                    | Zuidplein, Goereesestraat                                           | 1958, 3 mei           |             |            |
| IJzeren bloem                                                 | Gust Romijn                                          | Hoogvliet, Middenbaan-noord                                         | 1960                  |             |            |
| Meisje en jongen met vogel                                    | Joan Bakker                                          | Zuidwijk, Schere                                                    | 1961, januari         |             |            |
| Gezin                                                         | Chris Elffers                                        | Oud-Charlois, Van Blommesteynweg                                    | 1962, november        |             |            |
| Barmhartige Samaritaan                                        | Ru de Gier                                           | Hoogvliet, Bovensim                                                 | 1962                  |             |            |
| Le Tamanoir                                                   | Alexander Calder                                     | Hoogvliet, Venkelweg                                                | 1963                  | staal       |            |
| Liggende vrouwenfiguur                                        | Joan Bakker                                          | Hordijkerveld, Heindijk                                             | 1963                  | onbekend    |            |
| Opvliegende meeuwen                                           | Huib Noorlander                                      | Waalhaven, Soerweg                                                  | 1963                  | brons       |            |
| Overdracht van kennis                                         | Rudi Rooijackers                                     | Vreewijk, Montessoriweg                                             | 1963                  | cementsteen |            |
| Een plaatsje onder de zon                                     | Ian Jacob Pieters                                    | Hoogvliet, Middenbaan 28                                            | 1963, november        |             |            |
| Gemini                                                        | Per Abramsen                                         | Hoogvliet, Volkstuinlaan                                            | 1963                  | onbekend    |            |
| Ollie B. Bommel en Tom Poes                                   | A. Haas                                              | Rozenburg, Anemonelaan, plantsoen                                   | 1963                  |             |            |
| Klimfiguren                                                   | Julia Braendle                                       | Pendrecht, Krabbendijksestraat                                      | 1963                  |             |            |
| Hondjes                                                       | Louis Wolthers                                       | Lombardijen, Diogenesstraat [in 2014 in Hoek van Holland geplaatst] | 1964                  | onbekend    |            |
| Ruiters                                                       | Martien Slappendel                                   | Kreekhuizen, Biezenkreek, inmiddels Kleinpolderplein                | 1964                  | onbekend    |            |
| Meisjesfiguur                                                 | Adri Blok                                            | Zuidwijk, Beumershoek                                               | 1964                  |             |            |
| Wolken                                                        | Gust Romijn                                          | Vreewijk, Groene Hilledijk, inmiddels Erasmus MC                    | 1965, 3 juli          |             |            |
| Carousel                                                      | Martien Slappendel                                   | Lombardijen, Moliéreweg                                             | 1965                  |             |            |
| Moeder en kind                                                | Hank Hans                                            | Hoogvliet, Traviataweg [in 2013 in Hoek van Holland geplaatst]      | 1965                  |             |            |
| Muzikanten                                                    | Geert Lebbing                                        | Hoogvliet, Holwinde                                                 | 1965, september       |             |            |
| Betonplastiek                                                 | Frank Nix                                            | Hoogvliet, Overhage                                                 | 1965                  |             |            |
| Spacebulbs                                                    | Leendert Janzee                                      | Hoogvliet, Lengweg                                                  | 1965                  |             |            |
| Gevelreliëf                                                   | Jan Schoonhoven                                      | Hoogvliet, Westpunt, Max Havelaarweg                                | 1965                  |             |            |
| Provinciaaltjes                                               | Loekie Metz                                          | Pendrecht, Plein 1953                                               | 1966                  |             |            |
| Meisje met poes                                               | Jos van Riemsdijk                                    | Groenenhagen-Tuinenhoven, Hollandse tuin                            | 1966                  | onbekend    |            |
| Pinguïn                                                       | Theresia van der Pant                                | Hordijkerveld, Heindijk                                             | 1966                  | onbekend    |            |
| Stenen balk                                                   |                                                      | Vreewijk, Brink                                                     | 1966                  |             |            |
| Dobber                                                        | Gust Romijn                                          | Sportdorp, Stadionlaan                                              | 1966                  | onbekend    |            |
| Stoeiende jongens                                             | Marian Gobius                                        | Rozenburg, Raadhuisplein                                            | 1967                  |             |            |
| Dijkwerkers                                                   | Ek van Zanten                                        | Katendrecht, Maashaven                                              | 1970, 11 december     |             |            |
| Nijlpaard                                                     | Robbert Jan F. Donker                                | Afrikaanderwijk, Afrikaanderplein                                   | 1970                  |             |            |
| Het oneindige huis                                            | Gust Romijn                                          | Hoogvliet, Ruigeplaatbos                                            | 1970, 6 november      |             |            |
| De eilanden                                                   | Ian Jacob Pieters                                    | Hoogvliet, Alsemstraat                                              | 1970                  |             |            |
| Betonrelief                                                   | Carla Kaper                                          | Pendrecht, Metrostation Slinge                                      | 1970                  |             |            |
| Zonder titel                                                  | Johan van Reede                                      | Vreewijk, Laagjesweg 22                                             | 1970                  |             |            |
| Groeigemeenschap                                              | Chris Elffers                                        | Hoogvliet, Binnenban                                                | 1971, 9 juli          |             |            |
| Quill                                                         | Phillip King                                         | Zuiderpark                                                          | 1971/2009             | staal       |            |
| Vogel                                                         | Jan Gladdines                                        | Kreekhuizen, Olympiaweg                                             | 1971                  | onbekend    |            |
| Ketelbinkie                                                   | Huib Noorlander                                      | Katendrecht                                                         | 1973                  | brons       |            |
| Baken                                                         | Per Abramsen& Rob Maingay                            | Reyeroord, Groeninx van Zoelenlaan                                  | 1974                  | onbekend    |            |
| Zonder titel                                                  | Leen Droppert                                        | Hoogvliet, Zalmplaat metrostation                                   | 1974                  |             |            |
| Relief - zonder titel                                         | Leen Droppert                                        | Waalhaven, Pottumstraat 14                                          | 1977                  |             |            |
| Rietvoorns (Elfplaat II)                                      | Marinus Verhulst                                     | Hoogvliet, Botreep                                                  | 1980                  |             |            |
| Zonder titel                                                  | Piet Killaars                                        | Vreewijk, Groene Hilledijk                                          | 1982                  |             |            |
| Boogvorm met regenboog                                        | Ian Jacob Pieters                                    | Beverwaard, Molencatensingel 250                                    | 1983                  |             |            |
| Drie schuinstaande palen                                      | Bert Meinen                                          | Hoogvliet, Middenbaan-noord 5                                       | 1983                  |             |            |
| Eenden                                                        | Evert den Hartog                                     | Hoogvliet, Marthalaan                                               | 1983                  |             |            |
| Mobile                                                        | Dik Box                                              | Noordereiland, Maaskade                                             | 1984                  |             |            |
| Zonder titel                                                  | Cor Dam                                              | Hordijkerveld, Ruimersdijk                                          | 1988                  | staal       |            |
| Vertikaal gericht                                             | Bob Bonies                                           | Hoogvliet, Middenbaan-noord 63                                      | 1988                  |             |            |
| Vrouw II                                                      | Kees Buckens                                         | Oud-Charlois, Charloisse Hoofd                                      | 1990                  |             |            |
| Breekbaarbeeld                                                | Rik Blom                                             | Pendrecht, Oldegaarde                                               | 1990                  |             |            |
| Waterdiabolo                                                  | Hans van Lunteren                                    | Beverwaard, Oude Watering                                           | 1990                  |             |            |
| Meisje met handdoek                                           | Evert den Hartog                                     | Zuiderpark, Kromme Zandweg 90                                       | ca. 1990              | brons       |            |
| Ballerina I                                                   | Evert den Hartog                                     | Zuiderpark, Kromme Zandweg 90                                       | ca. 1990              | brons       |            |
| Ballerina III                                                 | Evert den Hartog                                     | Tarwewijk, Verschoorstraat                                          | 1991                  | brons       |            |
| De Schietschijf                                               | Gust Romijn                                          | Katendrecht                                                         | 1993                  | staal       |            |
| Liggend naakt                                                 | Jan de Graaf                                         | Oud-Charlois, Karel de Stouteplein                                  | 1994                  |             |            |
| Shelter opgedragen aan Henk Duivestein                        | Kees Buckens                                         | Spinozapark                                                         | 1994                  | onbekend    |            |
| Loods 24                                                      | Pieter Figdor                                        | Kop van Zuid-Entrepot, Plein Loods 24                               | 1995, mei             | lichtobject |            |
| Lodewijk Pincoffs                                             | Willem Verbon                                        | Kop van Zuid-Entrepot, Handelsplein                                 | 1997                  | onbekend    |            |
| Vaart vrij!                                                   | Ben Zegers                                           | Katendrecht                                                         | 1997, 28 november     |             |            |
| De schaduw van het beeld                                      | Kamiel Verschuren                                    | Oud-Charlois, Wolphaertsbocht 23                                    | 1998                  |             |            |
| Obelisken                                                     | Jan van IJzendoorn                                   | Oud-Charlois, Dokhavenpark                                          | 1998                  |             |            |
| Koningin Wilhelmina                                           | Willem Verbon                                        | Kop van Zuid, Wilhelminahof                                         | 1999                  | brons       |            |
| Zwaar weer                                                    | Nicolas Dings                                        | Feijenoord, Nassauhaven                                             | 1999                  |             |            |
| De Roeiers                                                    | Yair Aschkenasy                                      | Katendrecht                                                         | 2000, 12 mei          | brons       |            |
| Dwight Dimitri                                                | Elly Hendrix                                         | Beverwaard, Middachtenplantsoen                                     | 2000                  |             |            |
| Lost luggage depot                                            | Jeff Wall                                            | Kop van Zuid, Wilhelminakade, voor Hotel New York                   | 2001                  | gietijzer   |            |
| Jezus op het meer van Genesareth                              | Piet Schoenmakers                                    | Pendrecht, Slinge/Sommelsdijkstraat                                 | (1959) 2004           |             |            |
| Jantje Beton Sprankelplek                                     | Jos Spanbroek                                        | Feijenoord, Persoonsdam                                             | 2005, 12 oktober      | RVS         |            |
| Monument voor Cors Bloot                                      | Henk Visch                                           | Hoogvliet, Profijtweg                                               | 2006                  | staal       |            |
| De Visser                                                     | Ger C. Bout                                          | Oud-Charlois, Charloisse Hoofd                                      | 2007                  |             |            |
| Container origami                                             | Femke Bijlsma, Wouter Roeterink & Ron Nout.          | Heijplaat, Waalhavenweg                                             | 2007                  |             |            |
| Coen Moulijn                                                  | Tom Waakop Reijers                                   | Feijenoord stadion                                                  | 2009, 26 oktober      |             |            |
| Jos Brink                                                     | Rien van Galen                                       | Vreewijk, Lede / Groene Zoom                                        | 2010, 30 augustus     |             |            |
| Houten spiralen                                               | Rob Maingay                                          | Vreewijk, Beukendaal / Colosseumweg                                 | 2010, 28 november     |             |            |
| Ziek zijn en beter worden                                     | Albert Kramer                                        | Oud-Charlois, Wolphaertsbocht                                       | 2010                  |             |            |
| Toekomst                                                      | Ad Schouten                                          | Zuidwijk, Slinge/Langenhorst                                        | 2011, september       | staal       |            |
| Idler's playground                                            | Cosima von Bonin                                     | Afrikaanderwijk, Afrikaanderbuurt tov metro Maashaven               | 2011, herplaatst 2018 |             |            |
| De oerwereld van het dier ten opzichte de synthetische wereld | Dick Elffers                                         | Hoogvliet, Centrum, Middenbaan-Noord                                | 2012                  |             |            |
| Silhouetten                                                   | Annemarie Theunissen                                 | Pendrecht, Plein 1953                                               | 2012                  |             |            |
| Tom Poes                                                      | Tamyra & Saskia Meesters                             | Noordereiland, Thorbeckestraat                                      | 2013, 2 mei           |             |            |
| Monument voor de gastarbeiders                                | Hans van Bentem                                      | Afrikaanderwijk, Afrikaanderplein                                   | 2013                  |             |            |
| Zandwacht                                                     | Observatorium                                        | Tweede Maasvlakte                                                   | 2015                  |             |            |
| De Klimplant                                                  | Christine Saalfeld                                   | Bloemhof, Bloemhofplein                                             | 2015                  | staal       |            |
| Stepboom                                                      | Bewoners van Hoogvliet                               | Hoogvliet, Centrum, Middenbaan/Kruisweg                             | 2015                  |             |            |
| 'Giraffen’                                                    | Kees Timmer                                          | Noordereiland, Brugweg                                              | 2015                  |             |            |
| Handwissel                                                    | Nico Parlevliet                                      | Feijenoord, Laan op Zuid                                            | 2015                  |             |            |
| L'Age d'Or                                                    | Gavin Turk                                           | Kop van Zuid, bij hotel New York                                    | 2021                  |             |            |
| Monument voor HELDERHEID                                      | Micha Prinsen en Lloyd Muskiet                       | Feijenoord, Spiekmanstraat                                          | 2021                  |             |            |
| Zonder titel                                                  | Piet van Stuivenberg                                 | Hoogvliet, Metro Hoogvliet, voorheen Lengweg                        | 2022                  |             |            |
| Gora Viva                                                     | Jose Esteban Prieto                                  | Hoogvliet, Centrum, Middenbaan-noord                                | 2022                  |             |            |
| Het Rotterdamse trekpaard                                     | Gerard Héman                                         | Feijenoord, Nassauhavenpark                                         | 2023                  |             |            |
| Twee kolommen                                                 | Gust Romijn                                          | Kromme Zandweg, bij Schulpplein                                     | 2024 (elders 1997)    |             |            |
| zonder titel                                                  | André Volten                                         | Afrikaanderbuurt, Dordtselaan                                       | 2024 (elders 1964)    |             |            |
| NASM-HAL-monument                                             | Martien Hoegen                                       | Katendrecht, Katendrechtse Hoofd                                    |                       |             |            |
| Monument "De IJssalon"                                        | onbekend                                             | Noordereiland, Prins Hendrikkade                                    |                       |             |            |
| Het beertje                                                   | Adri Blok                                            | Pendrecht, Burghsluissingel                                         | onbekend              | onbekend    |            |
| De Beeldhouwer                                                | Heppe de Moor                                        | Zuidplein, Boerhaavestraat                                          | onbekend              |             |            |
| Muskusos                                                      | Tom Waakop Reijers                                   | Mijnsherenweg                                                       | onbekend              |             |            |
| Heijplaat monument                                            | Mart Legersté                                        | Heijplaat, Heysedijk                                                | onbekend              |             |            |
| Man, vrouw, kind                                              | Huib Noorlander                                      | Pendrecht, Slingeplein                                              | onbekend              |             |            |
| Vrouwentorso                                                  | Jan Vlasblom                                         | Reyeroord, Groeninx van Zoelenlaan                                  | Jan Vlasblom          | brons       |            |
| Everzwijn                                                     | Tom Waakop Reijers                                   | Hoogvliet, Vossendijk park                                          | onbekend              | onbekend    |            |
| Groeivormen                                                   | onbekend                                             | Hoogvliet, Volkstuinlaan                                            | onbekend              | onbekend    |            |
| Moeder en kind                                                | Ek van Zanten                                        | Hoogvliet, Kinheim                                                  | onbekend              | onbekend    |            |
| Herinnering aan roemrijke visserijverleden                    | Cor van Bokkem                                       | Pernis, Uiterdijk                                                   | onbekend              | onbekend    |            |
| Drie harten                                                   |                                                      | Pernis, Ring 48                                                     | onbekend              | onbekend    |            |
| Landmarks                                                     | Peter Struycken                                      | Rijksweg A15, bij Botlektunnel                                      | onbekend              | onbekend    |            |
| Zonder titel                                                  | Dick Postma                                          | Oud-Charlois, Wolphaertsbocht                                       |                       |             |            |
| Lezend meisje                                                 | Leo van Oudheusden                                   | Rozenburg, Molenlaan, bibliotheek                                   |                       |             |            |
| Twee koeien                                                   | Hans Morselt                                         | Zuidwijk, Horstenpad, kruising met Slinge                           |                       |             |            |
| onbekend                                                      | onbekend                                             | Pendrecht, Tiengemetensingel                                        |                       |             |            |
| Gestapelde kubussen                                           | Lies van der Sluis                                   | Zuidwijk, Meyenhage bij 316                                         | 2016                  | staal       |            |
| onbekend                                                      | onbekend                                             | Zuidwijk, Hietkamp                                                  |                       |             |            |
| onbekend                                                      | onbekend                                             | Zuidwijk, Hietkamp                                                  |                       |             |            |
| onbekend                                                      | onbekend                                             | Schulpweg 7 - 37                                                    | onbekend              |             |            |